# Arhysoceble dichroopoda
Arhysoceble dichroopoda là một loài Hymenoptera trong họ Apidae. Loài này được Moure mô tả khoa học năm 1948.